# بخش اورژانس

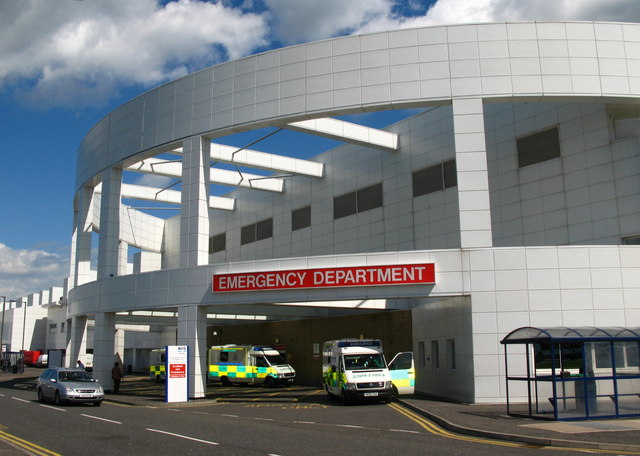
نمای ورودی اورژانس درمانگاه سلطنتی ادینبورگ

اورژانس یا هینرِسی (فوریّت‌های پزشکی) به محلی گفته می‌شود که خدمات پزشکی اورژانس به بیماران ارائه می‌شود. اورژانس‌ها معمولاً به عنوان یک بخش یا دپارتمان از بیمارستان محسوب می‌شوند ولی معمولاً به جهت دسترسی بهتر و سریعتر بیماران در محلی جدا از ساختمان اصلی بیمارستان قرار می‌گیرند. اورژانس‌ها می‌توانند همچنین بسته به نیاز و امکانات در داخل یک درمانگاه هم ساخته شوند. از مهم‌ترین قسمت‌های اورژانس اتاق احیا به همراه تمام امکانات لازم آن است. حدود ۴ دهه از تعریف طب اورژانس به عنوان یکی از تخصص‌های پزشکی می‌گذرد و امروزه به عنوان یکی از رشته‌های شاخص و تعریف شده در برنامه‌های دستیاری پزشکی ارائه می‌شود.

## ساختار اورژانس
معمولاً اورژانس‌ها شامل راختگاه یا تریاژ (به فرانسوی: Triage)، اتاق غربالگری، بخش تحت‌نظر و بخش اصلی اورژانس هستند. بسته به شرایط و امکانات اورژانس‌ها می‌توانند شامل بخش مراقبت‌های ویژه و اتاق‌های عمل سرپایی و عمومی هم باشند.

## انواع سطوح خدمات در بخش اورژانس
خدمات درمانی قابل ارائه در اورژانس‌ها اعم از آموزشی یا غیر آموزشی (درمانی) با توجه به رسالت و جایگاه بیمارستان در شبکهٔ درمانی کشور، برنامهٔ درمانی بیمارستان، بخش‌های پشتیبان اورژانس و غیره متفاوت خواهد بود؛ در این راستا اورژانس پیش‌بینی شده برای تمام بیمارستان‌ها، بر اساس نوع، سطح و حجم خدماتی که ارائه می‌دهند، به سه گروه زیر تقسیم می‌شوند:
- اورژانس‌های عمومی
- اورژانس‌های تروما
- اورژانس‌های تک تخصصی

## ارتباط اورژانس با دیگر بخش‌های بیمارستان
درجه‌بندی با فضای درمانی شامل موارد زیر می‌باشد:
- بخش اعمال جراحی عمومی
- بخش جراحی محدود
- بخش کاتتریزاسیون قلب
- بخش جراحی قلب باز
- بخش زایمان
- بخش مراقبت‌های ویژه
- بخش مراقبت‌های ویژه قلب
- بخش مراقبت‌های ویژه کودکان
- بخش مراقبت‌های ویژه نوزادان و بخش مراقبت‌های متوسط نوزادان
- بخش مراقبت‌های متوسط و بخش مراقبت‌های متوسط قلب
- بخش دیالیز
- انواع بخش‌های بستری
- سایر بیمارستان‌ها و مراکز درمانی

## حوزه بندی فضای اورژانس
به‌طور کلی فضاهای داخلی بخش اورژانس به چهار حوزه اصلی تقسیم‌بندی می‌شود:
- حوزه مشترک
- حوزه فوریت
- حوزه سرپایی
- حوزه تحت نظر

به بیان دیگر حوزه بندی فضاهای درمانی به منظور تفکیک نوع و سطح خدمات قابل ارائه در اورژانس می‌باشد که به دنبال آن افزایش کیفیت خدمات‌رسانی به بیماران را سبب می‌شود.
حوزه مشترک نیز در برگیرنده فضاهایی می‌باشد که نقش عملکردی مشترک برای حوزه‌های درمانی ایفا می‌کنند و در ارتباط مستقیم با حوزه سرپایی و حوزه فوریت و ارتباط غیر مستقیم با حوزه تحت نظر می‌باشد.

## نیروی انسانی
شامل افراد زیر است
- متخصصان طب اورژانس به عنوان رئیس و مسئول اصلی اورژانس
- پزشکان عمومی
- تکنسین‌های فوریت‌های پزشکی *پرستاران
- بهیاران
- امدادگران
- منشی‌ها
- کارشناسان آزمایشگاه
- کارشناسان رادیولوژی
- خدمات

## تابلوها و علائم اورژانس

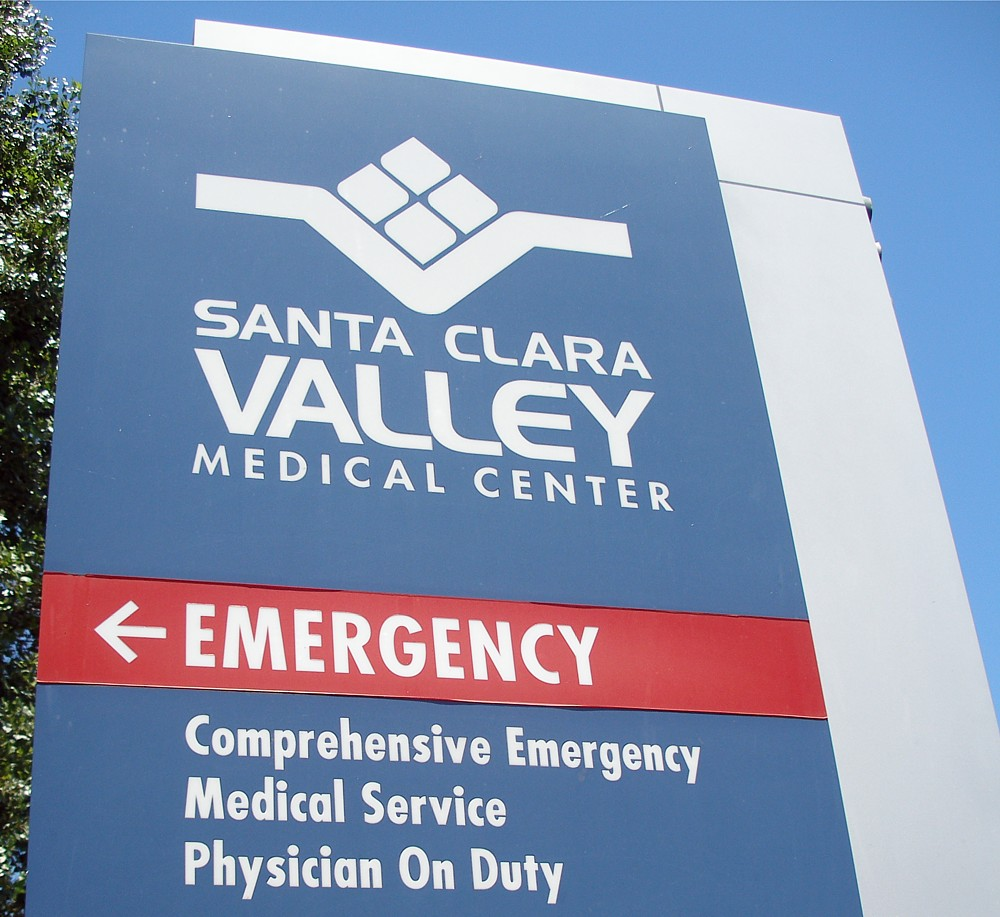
مثالی از تابلو در یک مرکز پزشکی

در اطراف اوژانس معمولاً برای نشان دادن مسیر اورژانس از رنگ قرمز استفاده می‌شود. در خود اورژانس معمولاً از رنگ‌ها برای نشان دادن قسمت‌های مختلف اورژانس استفاده می‌شود.

## تجهیزات
- تخت‌های اورژانس می‌بایست تجهیزات مانیتورینگ قلبی را داشته باشد.
- ونتیلاتورها از اجزای مهم در اورژانس محسوب می‌شوند
- ترالی کد

## اورژانس در ایران
اورژانس در ایران، پس از حادثه ریزش سقف فرودگاه مهرآباد رسماً تأسیس شد. پیش از آن، هیچ سیستم از پیش طراحی‌شده‌ای برای کمک و انتقال مجروحین به بیمارستان در این‌گونه حوادث ناگهانی وجود نداشت. هم‌اکنون از هر نقطه ایران با گرفتن شماره ۱۱۵ می‌توان با اورژانس تماس گرفت.